# Pinzetta ottica

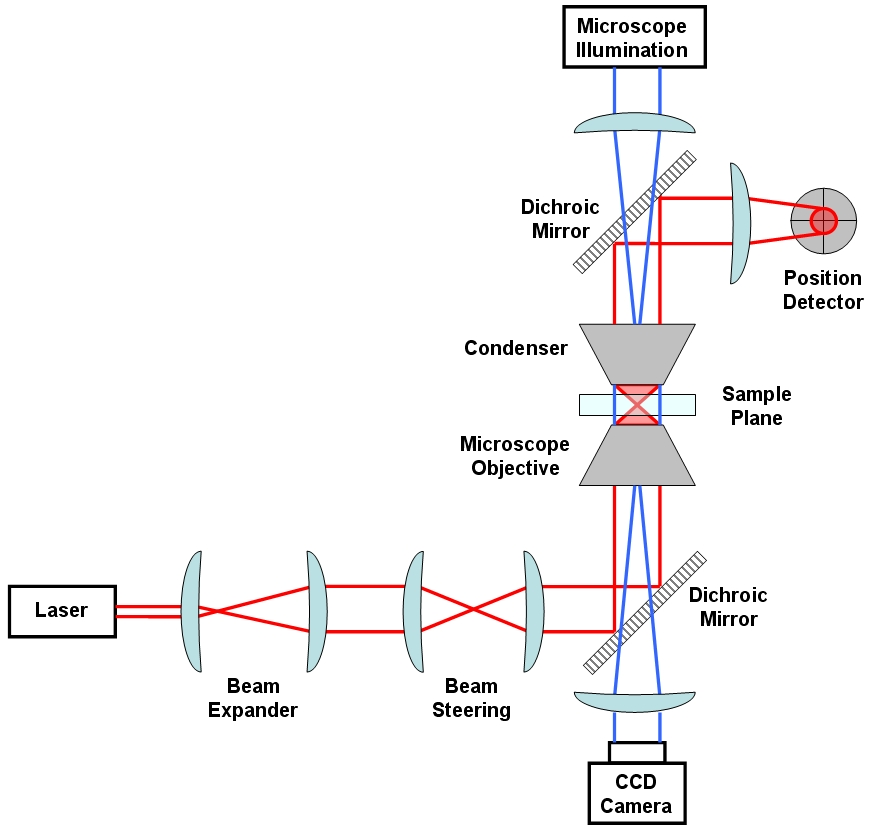
Il diagramma di una pinzetta elettrica generica con le sole componenti di base

Una pinzetta ottica (in inglese optical tweezer) è uno strumento scientifico che usa un impulso laser altamente focalizzato per fornire una forza attrattiva o repulsiva (tipicamente dell'ordine dei piconewton), a seconda della corrispondenza dell'indice di rifrazione, per tenere fisicamente e spostare oggetti microscopici dielettrici.
L'utilizzo di vortici ottici ha permesso di estenderne la versatilità, fornendo, in aggiunta alla capacità repulsiva e attrattiva, anche la possibilità di far ruotare oggetti in orbite attorno all'asse del fascio, facendo uso del momento angolare orbitale. Con tali tecniche sono stati creati anche dei micro-motori.
Le pinzette elettriche, negli ultimi anni, hanno avuto un particolare successo nello studio di una varietà di sistemi biologici.
L'invenzione delle pinzette ottiche è stata una delle motivazioni alla base dell'assegnazione del premio Nobel per la fisica del 2018.